# Clyde, Ohio
Clyde [ˈklaɪd] är en ort i Sandusky County i delstaten Ohio. Orten hade 6 325 invånare enligt 2010 års folkräkning.

## Kända personer från Clyde
- James B. McPherson, militär